# Murs de Dubrovnik
Les murs de Dubrovnik (en croate : Dubrovačke gradske zidine), murs de Raguse ou remparts de Dubrovnik sont une série de murs défensifs de pierre entourant la ville de Dubrovnik dans le sud de la Croatie. Avec de nombreux ajouts et modifications tout au long de leur histoire, ils ont été considérés parmi les plus grands systèmes de fortification du Moyen Âge, car ils n'ont jamais été percés par une armée hostile durant cette période.
En 1979, la vieille ville de Dubrovnik, qui comprend une partie substantielle des vieux murs, a rejoint la liste du patrimoine mondial.

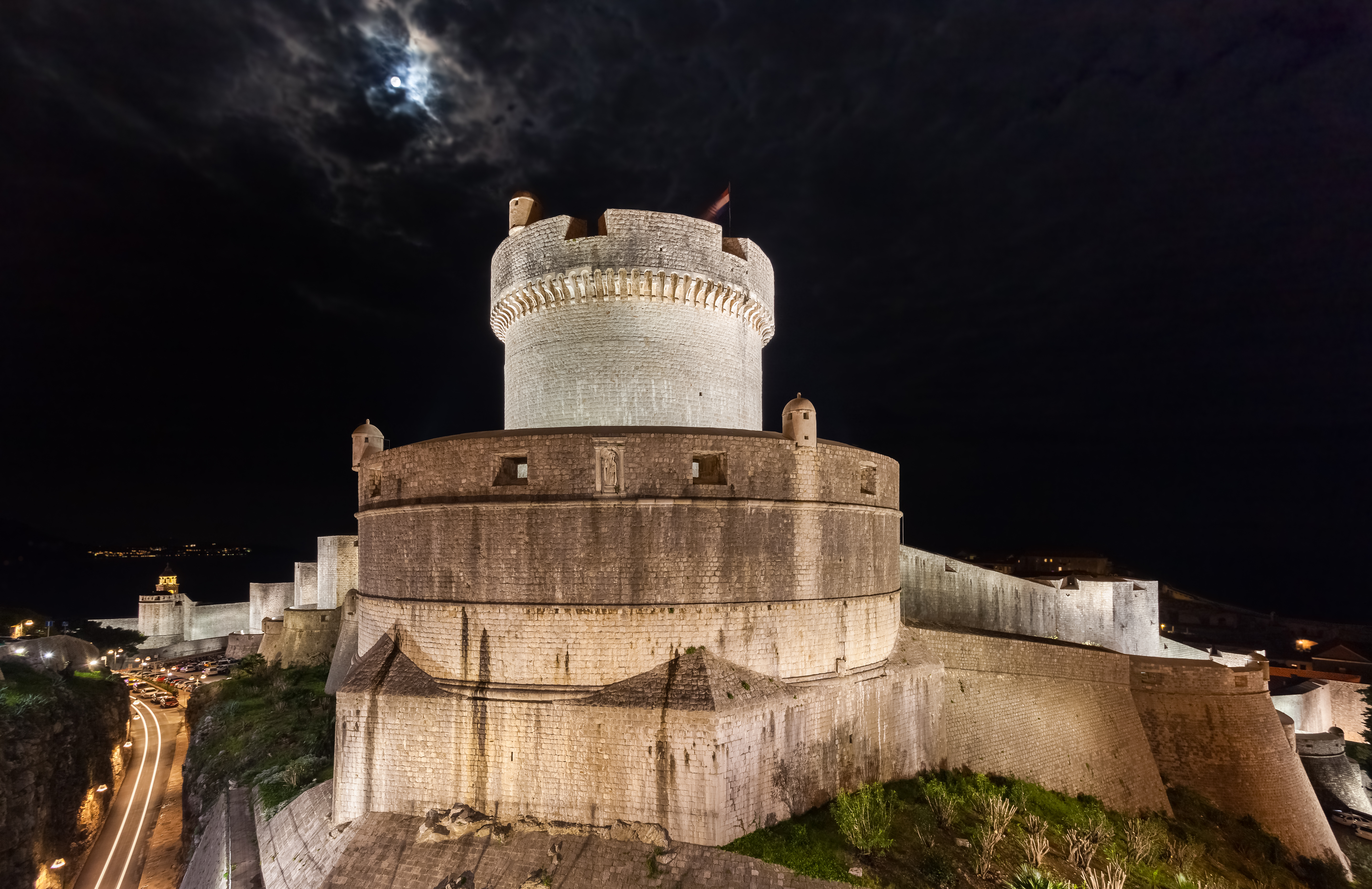
Les murs de Dubrovnik au niveau de la tour de Minčeta.